# Meyzieu
Meyzieu és un municipi francès, situat a la metròpoli de Lió i a la regió de Alvèrnia - Roine-Alps. L'any 2012 tenia 31.493 habitants.